# Chiasmocleis papachibe
Chiasmocleis papachibe é uma espécie de anfíbio da família Microhylidae. Endêmica do Brasil, pode ser encontrada no município de Paragominas, estado do Pará.